# Piazza del Mercato Nuovo
La piazza del Mercato Nuovo è un'area del centro storico di Firenze, dominata dalla loggia del Mercato Nuovo dove si trova la celebre fontana del Porcellino. Si accede alla piazza da via Porta Rossa (Canto di Baccano), via Calimaruzza, via Por Santa Maria, via di Capaccio, vicolo della Seta e via Val di Lamona (Canto del Saggio). 

## Storia

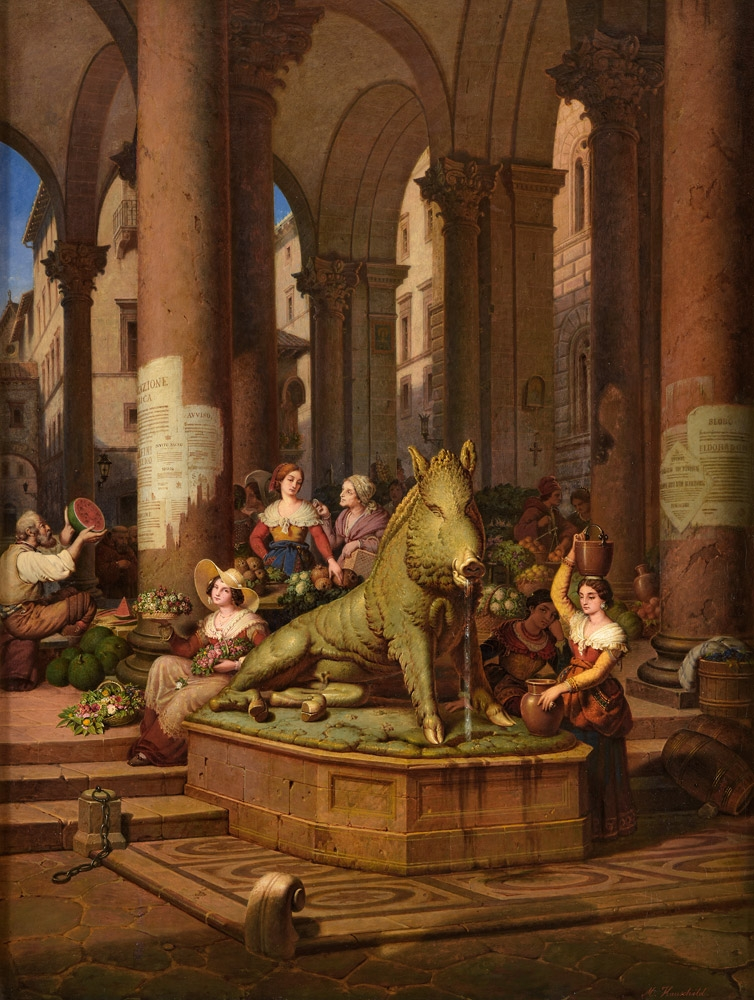
Il Porcellino in un dipinto del XIX secolo di Max Albert Hauschild

Nella Florentia romana erano in questa zona le terme pubbliche, come documentano ancora oggi i toponimi di via del Capaccio (del "caput aquae") e via delle Terme. Con la costruzione delle prime mura comunali si venne qui a trovare l'antica Porta di Santa Maria, poco prima del Ponte Vecchio, che doveva il suo nome all'antichissima chiesetta di Santa Maria Sopra Porta. Almeno dall'XI secolo è documento qui uno slargo come di Mercato Nuovo (e nei documenti Forum Novum), per distinguerla da quella del vicino Mercato Vecchio (situato nell'ex-Foro romano e in luogo dell'attuale piazza della Repubblica) di fondazione più antica e destinato alla vendita di merci correnti, a differenza di questo, legato al commercio di articoli di lusso (soprattutto legati alle produzioni delle Arti della Lana, della Seta e dei Vaiai che avevano qui vicino le loro sedi) e alle operazioni di cambio. Già nel Due o Trecento dovette esistere qui una struttura coperta, che si può immaginare simile alla forma originaria del piano inferiore di Orsanmichele, benché più modesta.
Fondamentale, nel definire l'intero spazio, fu la copertura della sua parte centrale con la loggia voluta dal granduca Cosimo I de' Medici ed eretta su progetto del legnaiolo Giovanni Battista del Tasso tra il 1547 e il 1551 (per cui al posto di piazza nell'uso corrente si parla di "logge" del Mercato Nuovo), così come il suo abbellimento con la fontana detta del Porcellino di Pietro Tacca (1633 circa), da cui la titolazione non ufficiale ma assolutamente ricorrente di piazza del Porcellino. 
Un progetto di ampliamento della piazza risale all'architetto Francesco Leoni attorno al 1835 (disegni conservati presso l'Archivio storico del Comune di Firenze), ma non fu messo in opera, mentre ebbe attuazione attorno al 1855 un cantiere finalizzato a dilatare gli spazi del mercato diretto da Felice Francolini e Telemaco Buonaiuti, che essenzialmente comportò la riduzione e la riconfigurazione di una delle antiche case di proprietà dell'Arte del Cambio poste in fregio alla piazza (oggi l'edificio al numero civico 4). 
Circa cinquant'anni dopo la piazza fu lambita dalle demolizioni del Risanamento, che riconfigurarono il lato nord lungo via Porta Rossa e Calimala. 
Ma i maggiori stravolgimenti furono determinati dall'esplosione delle mine poste dall'esercito tedesco in ritirata nell'agosto del 1944 dal lato verso via Por Santa Maria, con la conseguente costruzione del moderno edificio della Borsa Merci, sebbene da più parti si fosse caldeggiato per un ampliamento della piazza, che avrebbe scoperto il lato est del palazzo dell'Arte della Seta e del palagio di Parte Guelfa, mettendoli in comunicazione visiva, tramite via Vacchereccia, con palazzo Vecchio.

### Tradizioni e feste

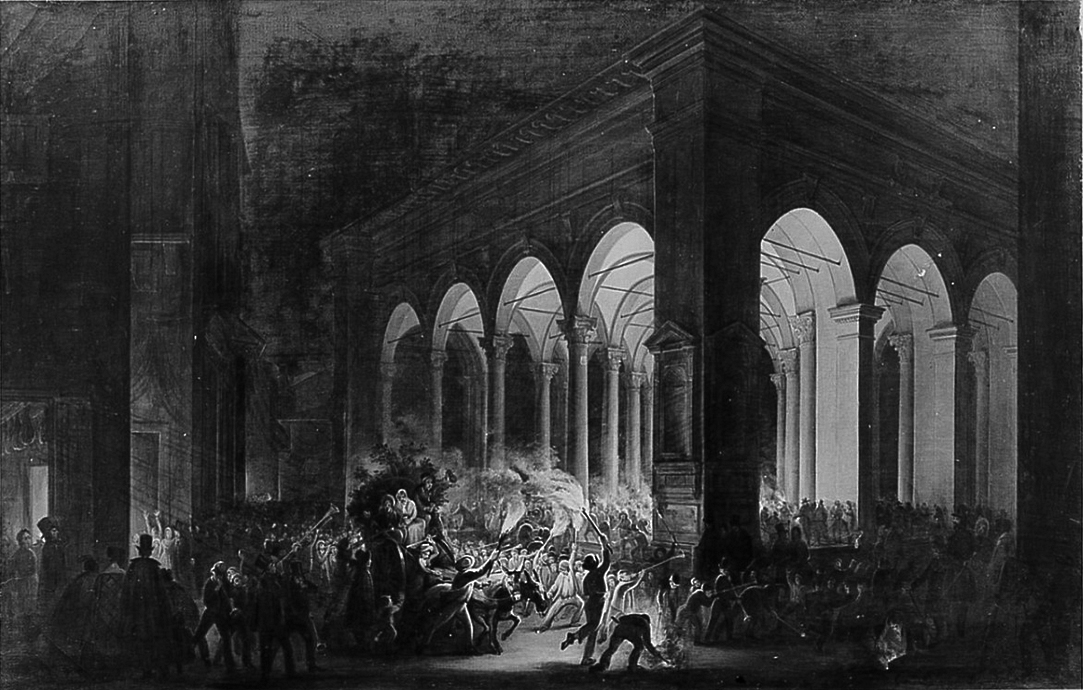
I fuochi della Quaresima al Mercato Nuovo in un dipinto di Giovanni Signorini (1845)

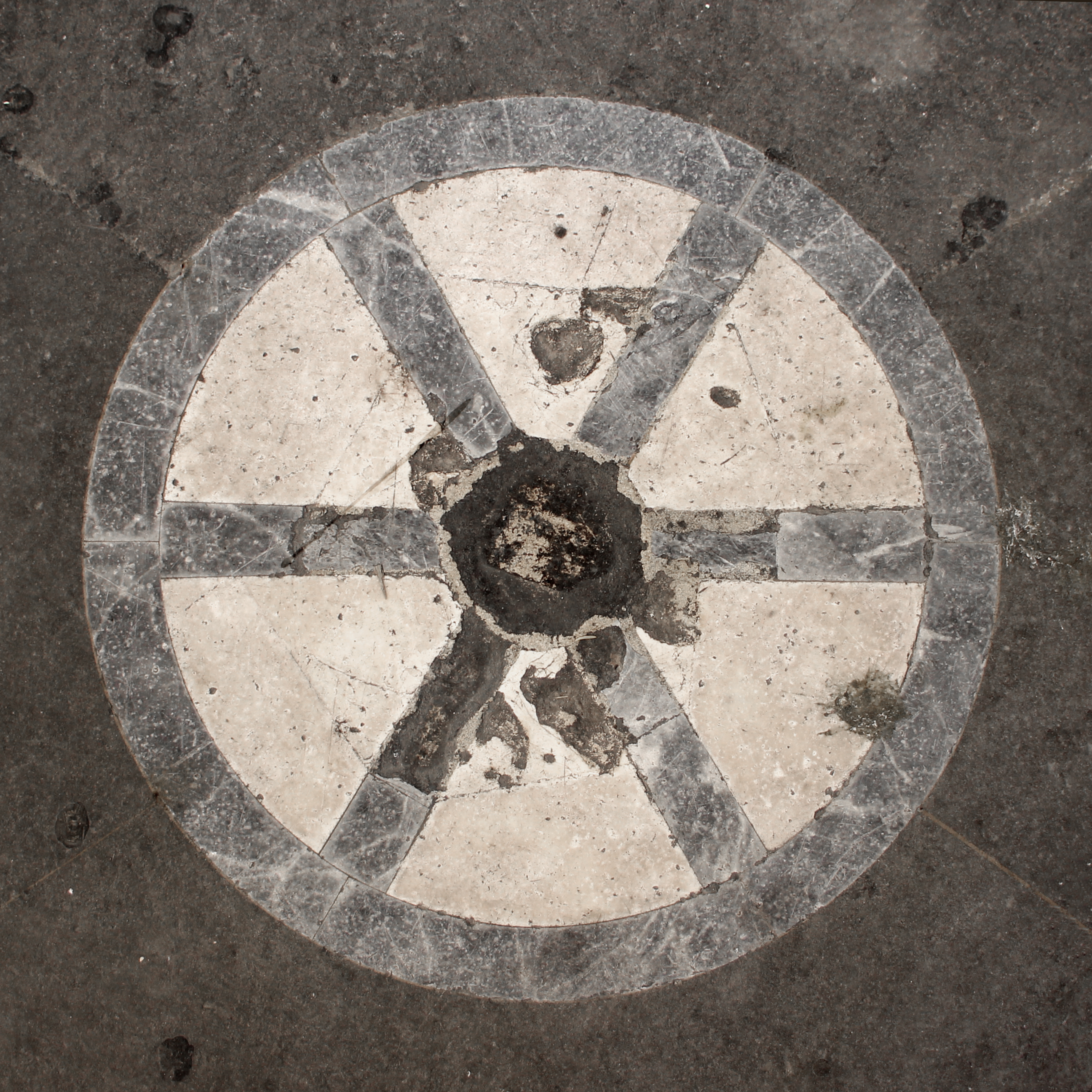
La pietra del carroccio, o "dello scandalo"

Nel Medioevo si teneva qui, il giorno di Pentecoste, la sfilata delle milizie della Repubblica, la consegna dei gonfaloni da parte del podestà e la parata del carroccio su cui veniva issata l'insegna bianca e rossa del Comune. Vi era già da allora sul pavimento al centro della piazza un'insegna marmorea a forma di ruota del carroccio, che segnalava il punto dove allo scoppio di una guerra veniva collocato il carro simbolo della Libertà repubblicana, dove dovevano convogliare le reclute dell'esercito al suono della martinella. Più tardi la ruota divenne il luogo di una particolare gogna per punire i mercanti disonesti o i creditori insolventi "ostendendo pubenda et percutiendo lapidem culo nudo". Due due militi del comune cioè tenevano il malcapitato calandogli le braghe e facendogli battere le nude natiche sulla pietra nel ludibrio generale del mercato ("acculata" o "acculattata"). Di questa punizione parla ad esempio Lorenzo Lippi nei versi: «Donne che feron già per ambizione / d'apparir giooiellate e luccicanti / dare il culo al marito in sul lastrone».
Per non turbare le attività del mercato, era vietato entravi armati. Come accennato, questo mercato era destinato ai beni pregiati, quali stoffe di lino, lana e seta, pellicce e valuta pregiata; attorno alla loggia si trovavano alcune delle migliori botteghe di ricchi mercanti e dei più fidati cambiavalute. Quando a Pisa o a Livorno si armava una nave diretta ai mercati lontani, se ne dava qui avviso. Con il decadimento delle arti manifatturiere, tra Sei e Settecento il mercato divenne il luogo dei sensali legati ai prodotti agricoli e dell'allevamento; nell'Ottocento vi ebbe sede un rinomato mercato dei fiori, e fino alla metà del Novecento, dei famosi cappelli di paglia di Firenze. Con la crisi di quest'ultimo settore, il mercato si è più orientato verso la pelletteria e altre forme di artigianato locale e souvenirs. 
Fino al 1670, quando venne esplicitamente vietato da Cosimo III, si svolgeva attorno alla loggia il giuoco dei sassi, una sassaiola tra ragazzi che aveva luogo il giorno della cacciata del Duca di Atene da mezzogiorno fino alla riapertura delle botteghe.
Durante il Carnevale sotto la loggia si svolgevano feste da ballo popolari. Il giorno delle Ceneri si svolgeva poi la cerimonia del rogo della Quaresima: un fantoccio di paglia e stracci veniva a acconciato a mo' di vecchia e simboleggiava la Quaresima, che veniva issata all'anello della volta centrale della loggia. Con una scala poi la si raggiungeva e segata a metà all'altezza della vita, bruciandone la parte inferiore; quella superiore veniva poi arsa alla fine del periodo quaresimale. Questa figura sarebbe una delle possibili origini del mito popolare della Befana come una vecchina, ed era anche uso tra i monelli di Firenze di attaccare delle scale di carta dietro alle sottane delle donne non più giovane, come se fossero le "befane" da ardere e gridando loro: «La l'hae, la l'hae"» (ce l'ha, ce l'ha!).

## Descrizione
La piazza è attualmente caratterizzata dalla presenza di un mercato di articoli per lo più in pelle, fortemente orientato ai turisti, che qui transitano numerosissimi, sia per necessità vista l'ubicazione della piazza lungo le arterie di collegamento tra le principali mete artistiche e culturali, sia avendo come fine proprio una sosta nella zona della fontana del Porcellino, essendosi radicato l'uso, dopo la seconda guerra mondiale, di sfregare il muso dell'animale per ingraziarsi la Fortuna e auspicare un ritorno a Firenze.
Oltre a questi celebri monumenti, si affacciano sulla piazza una serie di edifici storici che, per quanto messi in ombra dalla loggia, conservano tracce di alcuni significativi episodi della storia cittadina. 

### Edifici
| Immagine | N°                              | Nome                         | Descrizione |
| -------- | ------------------------------- | ---------------------------- | --- |
|          | s.n.                            | Loggia del Mercato Nuovo     | La loggia fu eretta per volontà del granduca Cosimo I de' Medici su progetto del legnaiolo Giovanni Battista del Tasso tra il 1547 e il 1551, in modo da creare un'area coperta e destinata alla mercatura della seta e di oggetti preziosi (e negli ambienti sovrastanti destinata ad archivio degli atti notarili). Su tale struttura intervenne successivamente Bernardo Buontalenti, sostituendo alle colonne angolari quattro pilastri di rinforzo. Le nicchie furono decorate da statue (solo tre su otto) verso il 1890, con alcuni illustri fiorentini, proseguendo idealmente il ciclo del piazzale degli Uffizi. La loggia è oggi adibita a mercato di prodotti dell'artigianato fiorentino. |
|          | 1                               | Palazzo dei Cavallereschi    | Il palazzo apparteneva fin da tempo remoto ai Cavalcanti e faceva parte di un ceppo di casamenti che si estendeva anche nella via dei Cavalcanti (oggi via Porta Rossa) e in Calimaruzza. Nel 1427 apparteneva ai figli di Carlo Cavalcanti, che fattisi di popolo per godere dei pubblici uffici, presero il nome di "Cavallereschi". Nel 1433 vendevano il palazzo agli Ufficiali del Monte: ma nel 1439 lo ricomprava Tommaso di Niccolò di un altro ramo dei Cavalcanti, che si dissero dei Ciampoleschi. Questi ripresero in seguito l'antico nome dei Cavalcanti e continuarono a possedere il palazzo fino agli ultimi del Cinquecento. L'edificio mostra al piano terra verso il lato della piazza il parato a rustica e gli archi, sopra al quale è una grande lastra di marmo con la croce del popolo fiorentino (che si dice apposta dai Cavalcanti quando si fecero di popolo, ma in realtà di manifattura più recente, presumibilmente un rifacimento sulla base di ciò che rimaneva dell'antico). Sopra gli sporti sono due altri piccoli scudi in pietra, con i campi illeggibili. |
|          | 4r-5r                           | Farmacia del Cinghiale       | Sulla porzione a destra del palazzo dei Cavallereschi è nell'ambiente terreno l'antica farmacia del Cinghiale, aperta nella prima metà del Settecento nel luogo dove già era una affermata spezieria che, nell'Ottocento, fu nota anche come ritrovo di intellettuali (ne fa fede una lapide in ricordo di Renato Fucini posta all'interno). |
|          | 6r-7r-8r                        | Casa                         | Si tratta di una casetta bassa che in origine si componeva di locali ad uso di botteghe e di palchi superiori, oggi rimodernata. Fu uno dei possessi che Bartolomeo di Zanobi Baldesi lasciò nel 1300 all'ospedale di San Matteo, che era stato sotto l'amministrazione dell'Arte del Cambio. La rendita di questi beni doveva essere distribuita all'Arte stessa secondo diverse disposizioni del testatore". Sulla facciata è uno scudo di pietra adorno di foglie d'acanto, con le armi delle famiglie consorti Baldesi e Bencini (trinciato d'oro e d'azzurro, a due rotelle dell'uno nell'altro, caricate ciascuna di un leone del campo). Su Calimaruzza resta invece un pietrino del monastero di Santa Maria degli Angeli. Nel locale al terreno è stata fino al 2011 la libreria del Porcellino, nata nel 1939 come "Casa del Libro" e già inserita nell'elenco degli Esercizi Storici Fiorentini; oggi ospita una gelateria. |
|          | s.n.                            | Borsa Merci                  | L'edificio sorge su un'area segnata dalle vestigia delle Terme romane, dai resti della Porta di Santa Maria e da alcune case di fondazione medievale, tutte rase al suolo a seguito delle distruzioni operate dall'esercito tedesco in ritirata la notte tra il 3 e il 4 agosto 1944. Nella lunga e dibattuta fase di ricostruzione della zona questa porzione venne destinata all'edificio della Borsa Merci, eretto tra il 1949 e il 1953 tra accese polemiche, che avrebbero voluto la scopertura della brunelleschiana facciata posteriore del palagio di Parte Guelfa, al posto dell'ennesimo blocco moderno. Alla fine si procedette con l'edificazione, sebbene si volle attutire l'impatto realizzando un edificio dalla funzione pubblica (la Borsa Merci) e decorandolo da numerose opere d'arte (solo all'esterno restano il tabernacolo di Giovanni Colacicchi e il rilievo monumentale di Quinto Martini). Dopo anni di inutilizzo, nel l novembre del 2008 vi ha aperto un megastore della società danese di abbigliamento H&M Hennes & Mauritz. |
|          | s.n.                            | Palazzo dell'Arte della Seta | Affacciato sulla piazza solo con la cantonata, l'edificio era nato quale residenza dell'Arte della Seta dal 1337. Nel 1423 furono acquistati altri terreni per la nuova Udienza, la cui istituzione si era resa necessaria in seguito alla costruzione del palazzo di parte Guelfa: questa nuova Udienza venne appunto costruita sull'angolo di via della Seta e via del Capaccio, ed è quindi nel Quattrocento che questo edificio assunse sostanzialmente l'attuale configurazione. Nel 1557 Cosimo I de' Medici cambiò la destinazione del palazzo e vi insediò l'archivio del Monte Comune, istituito nel 1343 in occasione della guerra contro Lucca. Nell'Ottocento i locali erano adibiti a arsenale della Guardia del fuoco (poi Vigili del fuoco). Agli inizi del Novecento l'edificio fu radicalmente restaurato e ancora si intervenne tra il 1921 e il 1923 sulla base di un progetto elaborato da Alfredo Lensi. Attualmente fa parte del complesso del palagio di Parte Guelfa). |
|          | 4                               | Casa Nevaldini               | Si tratta di un edificio ottocentesco che ingloba, al piano terreno, alcune strutture antiche, soprattutto lungo via Val di Lamona. In epoca remota erano qui case e palazzi dei Giandonati, devastate dai Ghibellini dopo la battaglia di Montaperti. Più tardi la proprietà di questo ceppo di case fu divisa fra i De Nobili e i Levaldini o Nevaldini. Nel 1406, Cristoforo di Bartolommeo Levaldini o Nevaldini lasciò all'Arte del Cambio due case e botteghe in Mercato Nuovo, col semplice obbligo che ogni anno, nel giorno di san Jacopo, i Consoli dell'Arte si recassero a fare offerta alla cappella dei Nevaldini in san Firenze. L'Arte però mantenne per breve tempo il possesso di queste due case, e nel 1490 ne vendé una a Francesco di Lorenzo, filatore, e l'altra a Francesco di Ceo, tessitore. L'edificio guarda oggi la piazza con un fronte di cinque assi sviluppati per quattro piani, frutto di un intervento di riconfigurazione condotto attorno al 1855 su progetto degli architetti Felice Francolini e Telemaco Buonaiuti, nell'ambito di un più ampio intervento di rettificazione dei tracciati stradali attorno al Mercato Nuovo. L'ampio loggiato che conclude la fabbrica, non presente nel progetto di riduzione e ricostruzione conservato presso l'Archivio Storico del Comune di Firenze, è da considerarsi più tardo. Alle estremità della facciata sono due scudi di pietra, quello a sinistra dell'Arte del Cambio, con i fiorini d'oro su fondo un tempo rosso, a destra con l'arme dei Nevaldini (al leone e alla banda attraversante caricata di tre stelle a otto punte). Sul lato di via Val di Lamona è una successione di grandi archi che qualificano il piano terreno. |
|          | 19r-20r-21r                     | Casa del Saggio              | Era qui - come peraltro documenta la denominazione del canto - la sede del Saggio, cioè il luogo dove si verificava sia la caratura, sia il peso e conio delle monete, sia la qualità della merce contrattata nel vicino mercato (saggio della mercanzia). L'edificio doveva essere interessante non tanto per la sua costruzione quanto per gli ornamenti che vi furono fatti all'esterno. Fra le altre cose vi era stato collocato un orologio immaginato ed eseguito da Lorenzo della Volpaia e del quale gli storici narrano cose meravigliose, benché fosse assai complicato. Segnava le ore, gli anni, l'ingresso dei solstizi e degli equinozi, ed era ricchissimo di decorazioni. Quando la Mercanzia trasferì altrove gli Ufficiali del Saggio, ai primi del XVI secolo, l'edificio passò a privati e perse le sue decorazioni. Attualmente l'edificio, nonostante questa ricca storia, appare di carattere sufficientemente anonimo. |
|          | 21r                             | Edificio commerciale         | Si tratta di un basso edificio in angolo con via Porta Rossa che si compone di locali un tempo ad uso di botteghe e di palchi superiori, oggi interamente occupato da un esercizio commerciale e che sembra fare da contrappunto alla 'casina' che si trova all'angolo diagonalmente opposto della piazza, già di proprietà dello spedale di San Matteo. In questo caso il pietrino, posto dal lato di via Porta Rossa in prossimità del canto, si presenta partito con le insegne dell'arciconfraternita della Misericordia e della compagnia del Bigallo, a documentare la proprietà da parte dell'istituzione a un certo momento della sua storia. |
|          | via Porta Rossa 6               | Palazzo                      | L'edificio, affacciato sulla piazza ma numerato come via Porta Rossa, fa parte dell'isolato del palazzo Rossi Canevari su via Calimala e condivide coi palazzi vicini la stessa altezza e una certa rispondenza dei prospetti, a rivelare l'origine comune durante i lavori di Risanamento del 1884-1894. In particolare questo edificio, dalla facciata piuttosto anonima di cinque assi su quattro piani, sorese sopra quella che fu il vicolo dei Lontanmorti, tra case e torri delle famiglie Cavalcanti e de' Nobili. Proveniente forse da uno dei quegli edifici è un pietrino conservato nell'androne e relativo al monastero di San Giuliano in via Faenza. Altri stemmi, pietrini e frammenti da questa porzione dell'antico centro si trovano nel lapidario del Museo di San Marco, nella sala Firenze del Museo Bardini e dentro il palagio di Parte Guelfa. |
|          | via Porta Rossa 30r-32r-34r-36r | Palazzo Rossi Canevari       | L'edificio fu eretto sulle antiche case dei Cavalcanti e dei Malatesti nel 1896, su progetto dell'ingegnere Enrico Carcasson, nello stile consueto del tempo, riecheggiante modelli cinquecenteschi, con ricorsi e profusione di bugnato e comunque ricco e magniloquente. Sul fronte laterale affacciato sulla piazza presenta cinque piani per quattro assi, che riprendono il prospetto principale su Calimala. |

### Fontana del Porcellino

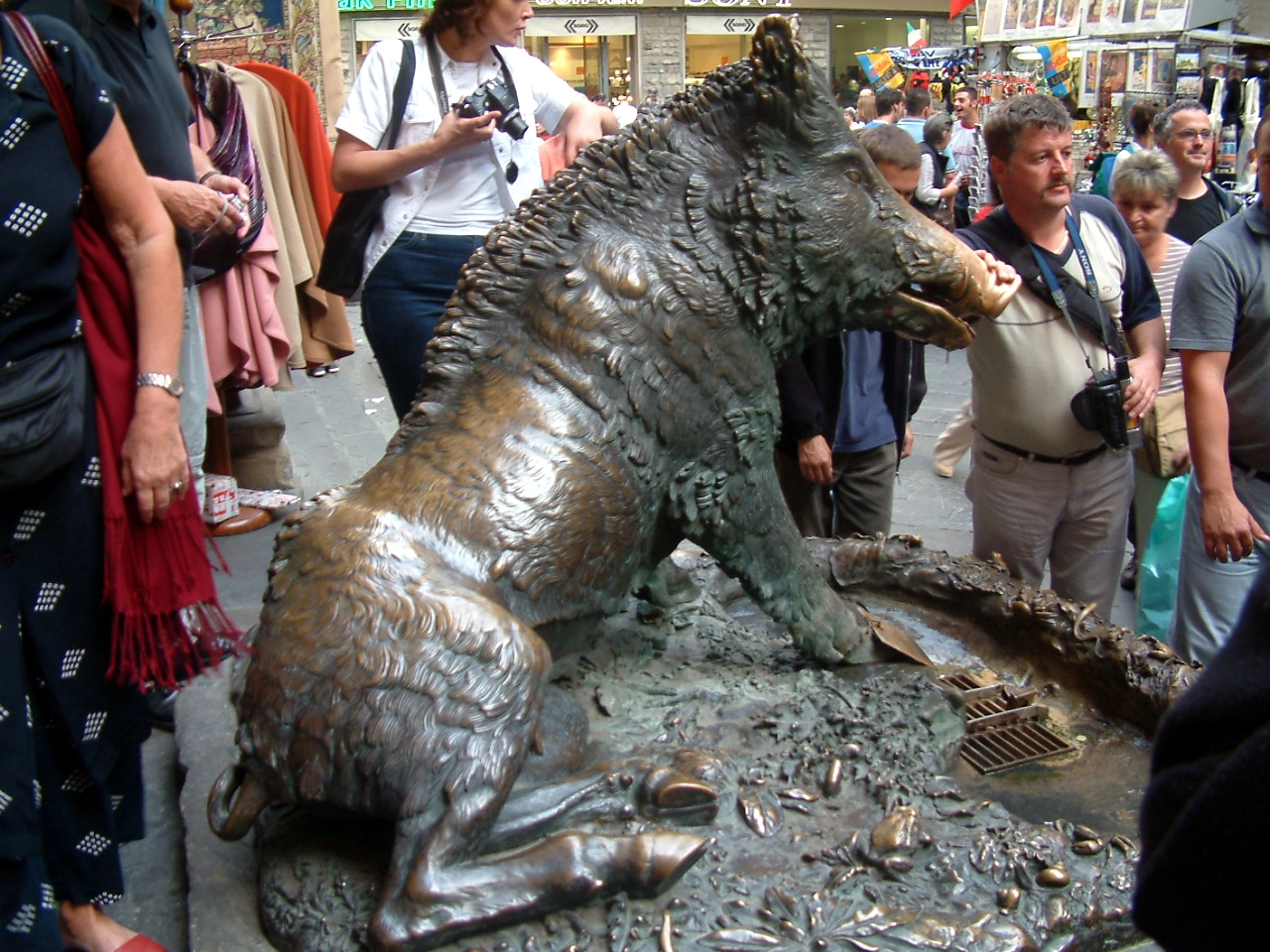
La fontana del Porcellino

La fontana è collocata al centro del lato della loggia del Mercato Nuovo fronteggiante il palazzo della Borsa Merci e, nonostante la sua notorietà, quella che si vede è un copia del 2008 dell'opera realizzata da Pietro Tacca nel 1633 circa (attualmente conservata presso il Museo Stefano Bardini), con un basamento realizzato dallo stesso verso il 1540 in occasione della sistemazione dell'opera come fontana pubblica, a ristoro dei commercianti e degli avventori del Mercato Nuovo. Peraltro la sua collocazione originale era sul lato orientale della loggia, nello spazio antistante la farmacia del Cinghiale, da dove venne qui trasferita in occasione dei lavori che interessarono la loggia nel 1928, per facilitare il traffico veicolare lungo l'asse di Por Santa Maria. Proprio l'uso continuativo del getto d'acqua portò già nel XIX secolo a un grave deterioramento del metallo, portò infine a produrne una copia installata nel 1857. Dopo la seconda guerra mondiale, essendosi radicato l'uso di sfregare il muso dell'animale per ingraziarsi la Fortuna e auspicare (per il turista occasionale) un ritorno a Firenze, si è posto il problema di una consunzione della stessa fusione del cinghiale del Tacca. Così, nel 1998, l'intera fonte è stata rimossa e sostituita da una copia che riproduce con grande fedeltà i punti di abrasione dell'originale e le varie patine superficiali, realizzata dalla Fonderia Marinelli nel 1988.

### Lapidi
Sulla loggia del Mercato Nuovo, in alto sui lati orientale e occidentale, si trovano due lapidi di dedica della costruzione dell'edificio, quasi identiche.
| COSMVS MEDICES FLOREN DVX II PVBLICAE MAGNIFICENTIAE ET SALVBRITATIS ERGO PORTICVM TRANSVERSO COLVMNARVM ORDINE VNDIQVE PERMEABILEM ADVERSVS OMNEM COELI CONTVMELIAM NEGOCIANTIBVS INFORO CIVIBVS SVIS EXSTRVXIT M D XLVIII |

Traduzione: «Cosimo de' Medici, secondo Duca di Firenze, innalzò nel 1548, per pubblica magnificenza e salubrità, un portico con una fila trasversale di colonne, accessibile da ogni parte, contro ogni offesa del cielo, a beneficio dei suoi cittadini che negoziavano nel mercato». Sull'iscrizione davanti via Val di Lamona la data sembra corretta in seguito a un errore: su due II è stata incisa una V. 

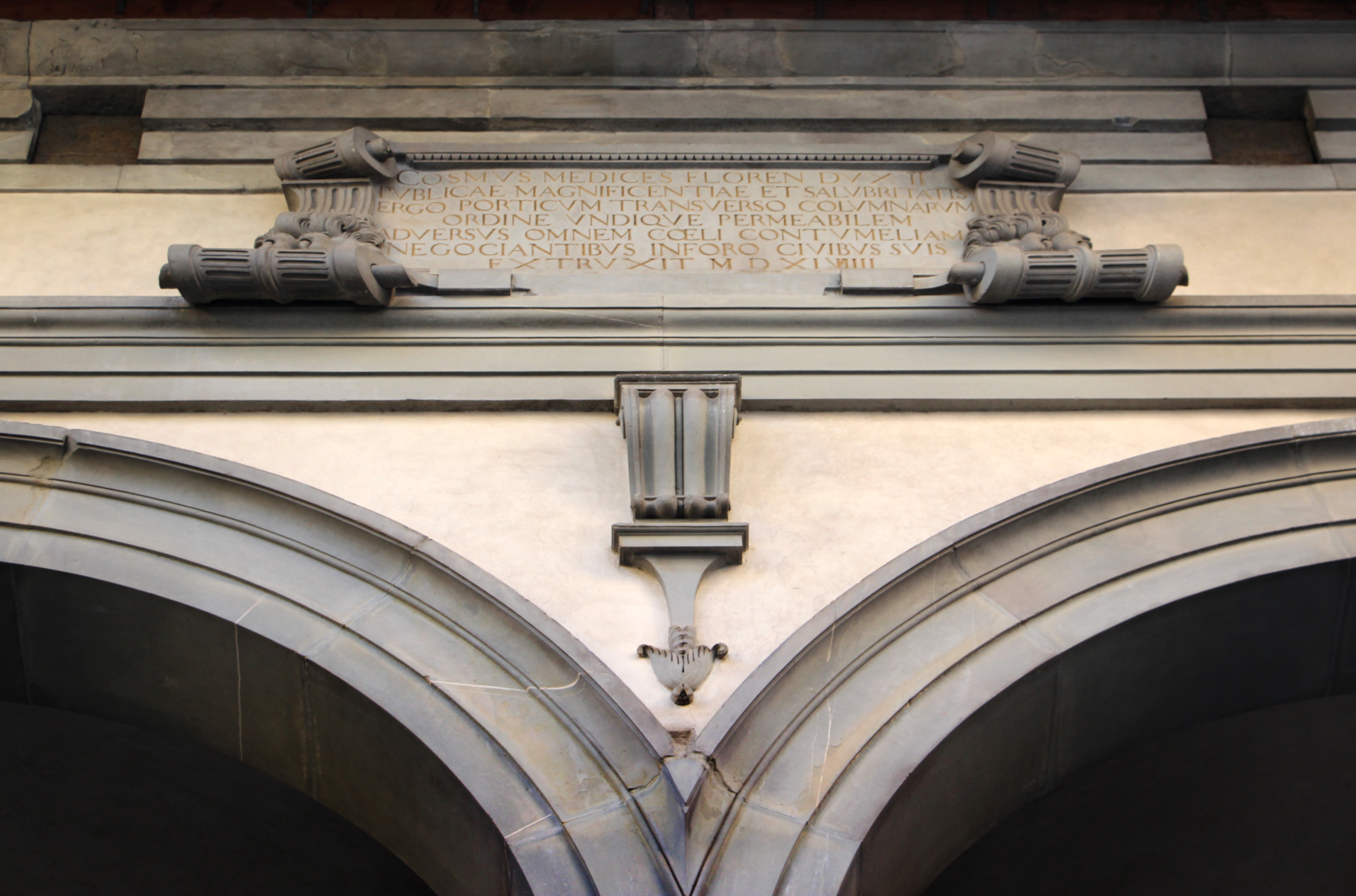
L'iscrizione est
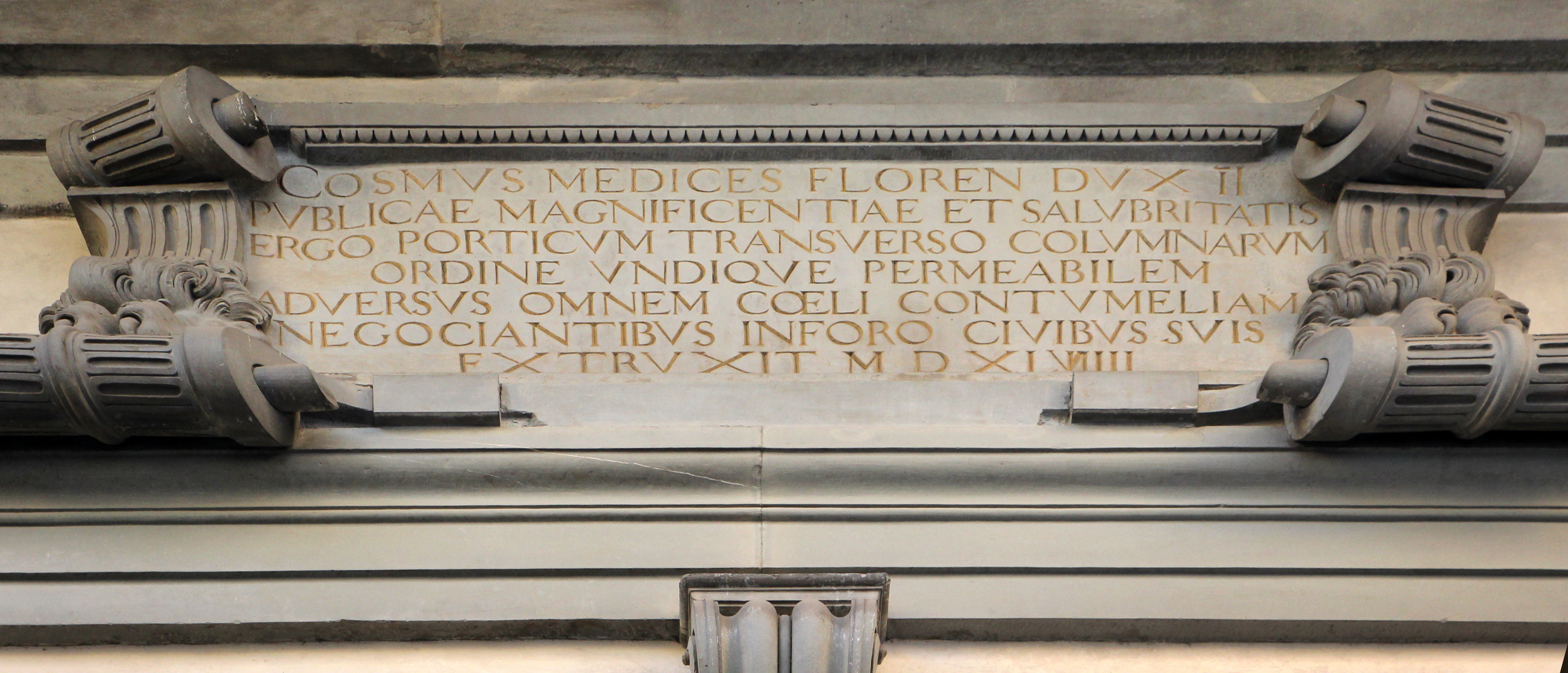
L'iscrizione est

Su uno dei pilastri è presente una lapide del 2005 che ricorda la fiaba Il Porcellino di Hans Christian Andersen, citato come "Handersen":
| QUI EBBE ORIGINE LA FIABA IL PORCELLINO SCRITTA DAL NOTO NOVELLIERE DANESE HANS CHRISTIAN HANDERSEN (1805 - 1875) CHE AMÒ FIRENZE DOVE PIÙ VOLTE SOGGIORNÒ DEFINENDO LA NOSTRA CITTÀ "UN INTERO LIBRO ILLUSTRATO" IL COMUNE POSE A MEMORIA DEI 200 ANNI DALLA NASCITA |

Nella Farmacia del Cinghiale si trovano due lapidi. La prima è decicata al chimico Nicola Branchi:
| IN QUESTA SPEZIERIA DEL CINGHIALE IL DOTTO. ANTONIO NICOLA BRANCHI DELLA TORRE DAL 1757 AL 1801 PROFESSORE DI CHIMICA NELLA OISANA UNIVERSITÀ TENNE DURANTE GLI ANNI 1752-1753 UN CORSO DI ESPERIENZE CHIMICHE AD UN CIRCOLO DI AMICI |

La seconda è alla memoria di Renato Fucini:
| DI QUEST'ANTICA FARMACIA DEL PORCELLINO NEGLI ANNI DI FIRENZE CAPITALE ASILO E CENACOLO D'ELETTISSIMI INGEGNI LASCIò ARGUTA MEMORIA IN "ACQUA PASSATA" RENATO FUCINI "DEL BEL NUMERO UNO" |

Sul palazzo della Borsa Merci, presso la cantonata con via Por Santa Maria, si trova una lunga iscrizione che ricorda la nascita dell'edificio, collocata sotto la statua bronzea dell'Agnus Dei:
| QVI DOVE FIRENZE EBBE LE SVE MVRA MERIDIONALI NELL'ETÀ REPVBBLICANA-LE TERME NELL'ETÀ IMPERIALE-LE TORRI NELL'ETÀ BIZANTINA-LA CHIESA DI S. MARIA SOPRA PORTA AL TEMPO DEL LIBERO COMVNE-IL CENTRO DEI SVOI TRAFFICI NELL'ETÀ MODERNA-QVI GIVNSE DISTRVTTRICE NEL 1944 LA GVERRA- GLI OPERATORE ECONOMICI DI FIRENZE E PROVINCIA VNITI NEL= LA LORO CAMERA DI COMMERCIO RICOSTRVSSERO CON LE LORO FORZE E NEL 1953 APERSERO QUESTA CASA ALLE OPERE DI PACE- GIACOMO DEVOTO - PRESIDENTE - ARALDO ORLANDI - IGINO CASSI - ERNESTO PAPONI GIVSEPPE LEONI - GVGLIELMO FERRERO - CESARE DAMI -MEMBRI DELLA GIVNTA- TVRIDDV ROMAGNOLI - SEGRETARIO GENERALE - |

Sempre sulla Borsa Merci si trova una lapide del 2008 dedicata ad Arturo Zardini:
| ARTURO ZARDINI (9 NOVEMBRE 1869 - 4 GENNAIO 1923) PROFUGO A FIRENZE DURANTE LA "GRANDE GUERRA" QUI HA COMPOSTO IL NOTO INNO DEI FRIULANI "STELUTIS ALPINIS" PENSANDO AL SUO MARTORIATO FRIULI IN RORSO IL "FOLGOR FURLAN" DI FIRENZE - 27 SETTEMBRE 2008 |

Infine, sullo stesso edificio ma nei pressi di via di Capaccio, si trova la lapide del 2005 dedicata al venditore ambulante Giuseppe Lacheri:
| IN QUESTA ANTICA PIAZZA DIVENNE POPOLARE GIUSEPPE LACHERI (1811-1864) DETTO IL LACHERA FACETO VENDITORE AMBULANTE NOTO PER IL SUO VERACE BRIO SARCASTICO FIORENTINO RAMMENTATO ANCHE DAL COLLODI A RICORDO "GIULLARI", 28 MAGGIO 2005 |

### Tabernacoli

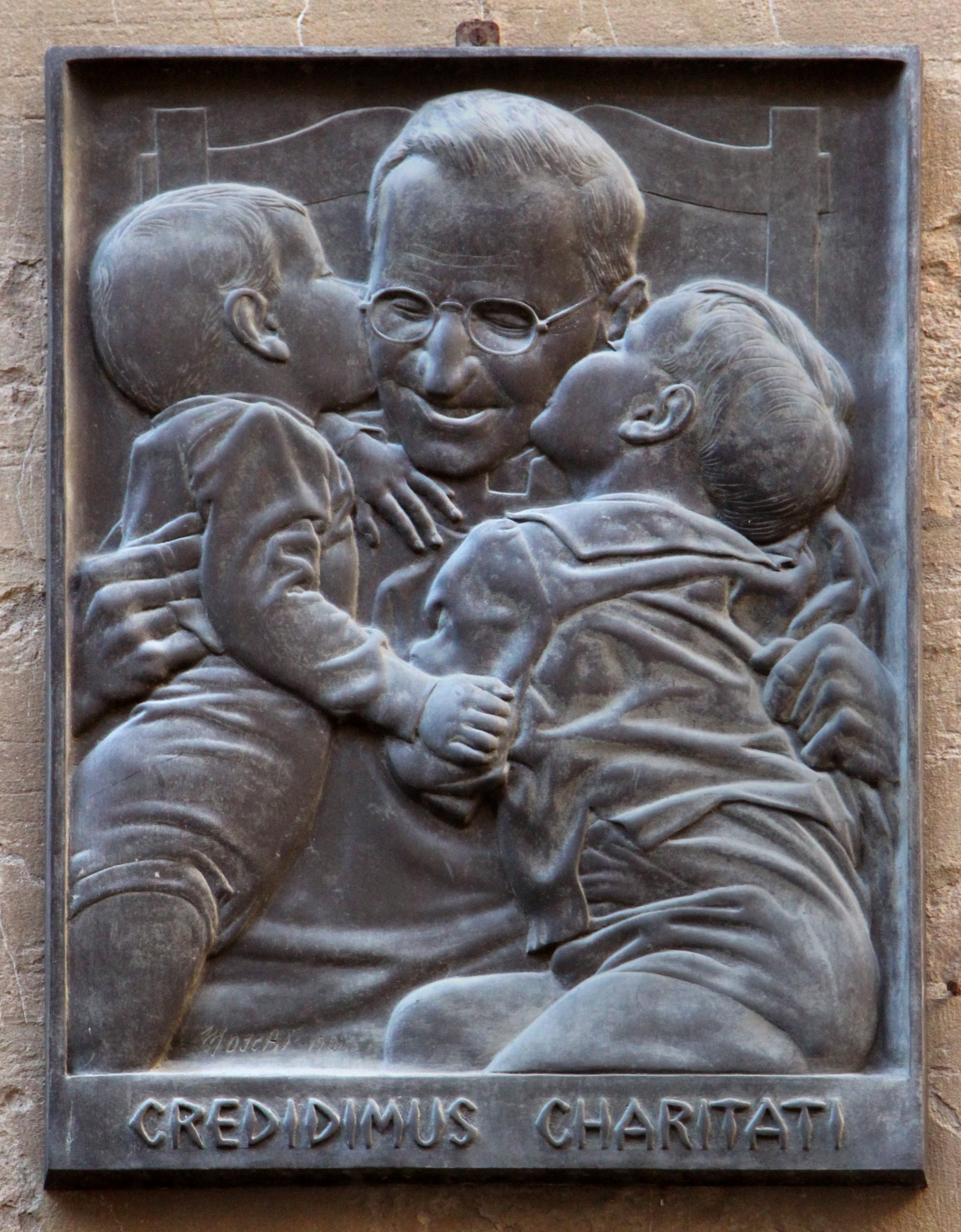
La placca a don Giulio Facibeni

Sulla loggia del Mercato Nuovo, su un pilastro nei pressi del Porcellino, si trova una placca dedicata a don Giulio Facibeni, che lo ritrae a bassorilievo baciato amorevolmente da due bambini e la scritta "Credidimus Charitati". L'opera è dello scultore Mario Moschi (1969). 
Sulla Borsa Merci, vicino all'angolo con via di Capaccio, si trova una pregevole Madonna col Bambino di Giovanni Colacicchi, detta la Madonna di Porta con riferimento alla Porta Santa Maria che qui si trovava anticamente (1953). Rappresenta Maria nell'abito delle donne fiorentine contemporanee, con maglione e gonna plissé, mentre si affaccia a una finestra (o a una porta) e mostra in braccio il Bambin Gesù, che le afferra una collana rossa e indossa dei calzini di lana rosa con nappine rosse.

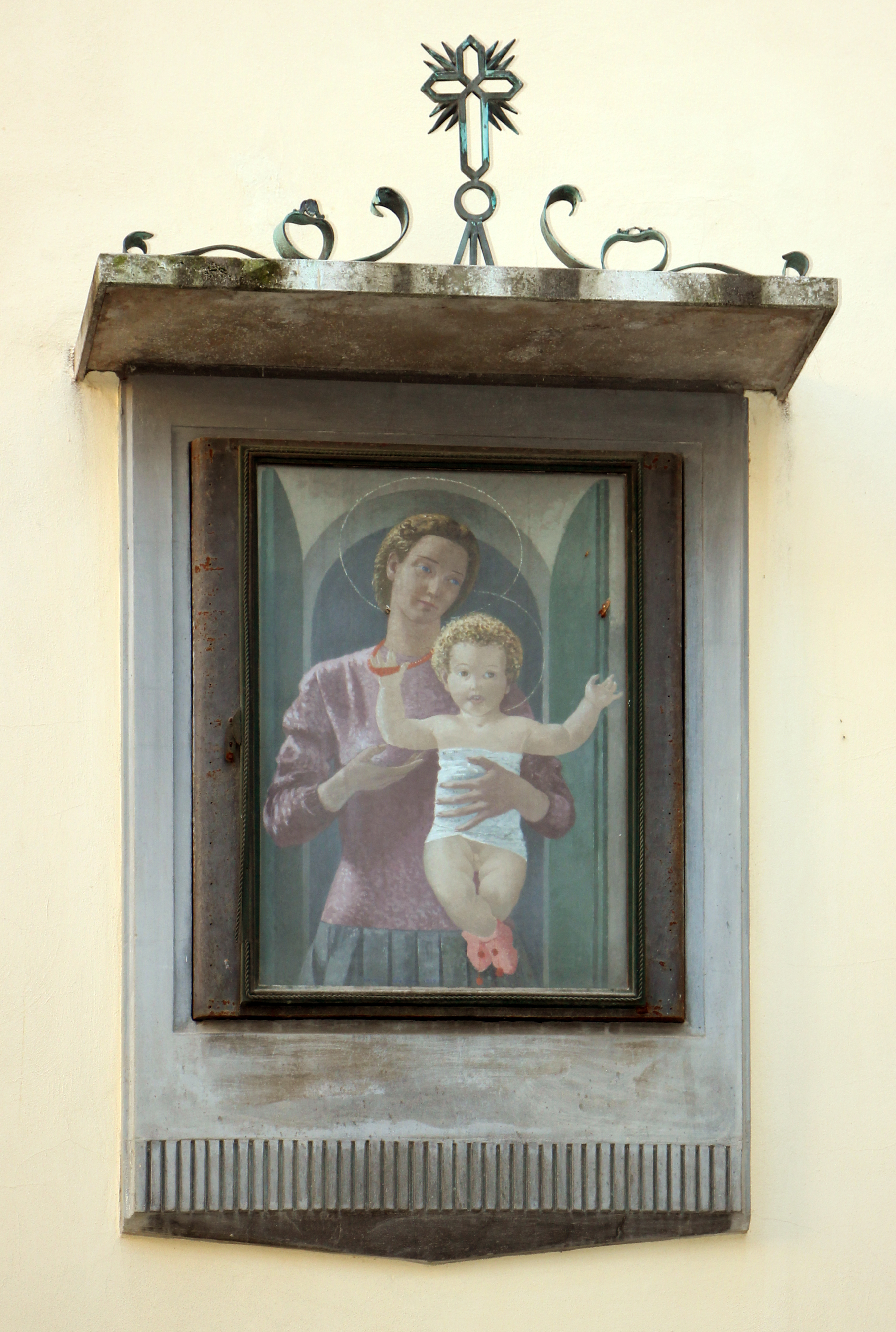
Il tabernacolo della Borsa Merci